# Atylotus quadrifarius
Atylotus quadrifarius är en tvåvingeart som först beskrevs av Friedrich Hermann Loew 1874.  Atylotus quadrifarius ingår i släktet Atylotus och familjen bromsar. Inga underarter finns listade i Catalogue of Life.